# St. Paul (Missouri)
St. Paul és una població dels Estats Units a l'estat de Missouri. Segons el cens del 2000 tenia 1.634 habitants.

## Demografia
Segons el cens del 2000, St. Paul tenia 1.634 habitants, 506 habitatges, i 447 famílies. La densitat de població era de 93,9 habitants per km².
Dels 506 habitatges en un 49,6% hi vivien nens de menys de 18 anys, en un 82,8% hi vivien parelles casades, en un 3,6% dones solteres, i en un 11,5% no eren unitats familiars. En el 8,9% dels habitatges hi vivien persones soles el 4,9% de les quals corresponia a persones de 65 anys o més que vivien soles. El nombre mitjà de persones vivint en cada habitatge era de 3,23 i el nombre mitjà de persones que vivien en cada família era de 3,45.
Per edats la població es repartia de la següent manera: un 32,4% tenia menys de 18 anys, un 7,2% entre 18 i 24, un 28,9% entre 25 i 44, un 23,6% de 45 a 60 i un 7,9% 65 anys o més.
L'edat mediana era de 37 anys. Per cada 100 dones de 18 o més anys hi havia 95,7 homes.
La renda mediana per habitatge era de 67.841 $ i la renda mediana per família de 68.438 $. Els homes tenien una renda mediana de 50.000 $ mentre que les dones 27.768 $. La renda per capita de la població era de 22.216 $. Entorn de l'1,1% de les famílies i l'1,3% de la població estaven per davall del llindar de pobresa.

## Poblacions més properes
El següent diagrama mostra les poblacions més properes.